# Myriotrochus vitreus
Myriotrochus vitreus is een zeekomkommer uit de familie Myriotrochidae.
De wetenschappelijke naam van de soort werd in 1872 gepubliceerd door Michael Sars.